# غيورغ فريدريش هيلدبرانت
غيورغ فريدريش هيلدبرانت (بالألمانية: Georg Friedrich Hildebrandt)‏ هو أستاذ جامعي وكيميائي وصيدلي ألماني، ولد في 5 يونيو 1764 في هانوفر في ألمانيا، وتوفي في 23 مارس 1816 في إرلنغن في ألمانيا.